# Bầu cử hai vòng

Một mẫu phiếu bầu cử hai vòng

Chế độ bầu cử hai vòng (tiếng Anh: Two-round system) là một chế độ bầu cử mà theo đó cử tri chỉ bỏ phiếu cho một ứng cử viên mà mình lựa chọn. Vòng bầu cử thứ hai xảy ra khi không có ứng cử viên nào giành được số phiếu đa số trên tổng số phiếu được kiểm đếm (tức là trên 50% số phiếu) hoặc thấp hơn (nếu có). Thông thường, hai ứng viên nhận được số phiếu lớn nhất (có thể thấp hơn 50%) trong vòng đầu tiên sẽ bước vào vòng thứ hai, trong khi các ứng viên còn lại bị loại.
Chế độ bầu cử hai vòng được sử dụng rộng rãi để trực tiếp bầu ra Tổng thống, công chức thuộc các cơ quan lập pháp hay dùng trong các cuộc bầu cử nội bộ một đảng chính trị hoặc nội bộ một công ty.
Vòng bầu cử thứ hai phải được tổ chức sau thời điểm hoàn thành kiểm đếm tất cả phiếu bầu thu thập được ở vòng bầu cử đầu tiên, có thể là trong cùng ngày với quy mô nhỏ hơn hoặc tối đa là sau một tháng (như tại bang Georgia của Hoa Kỳ). Theo thông lệ tại Pháp, vòng bầu cử thứ hai diễn ra sau khi vòng bầu cử thứ nhất hoàn thành được hai tuần.